# 하늘의 용사 이글맨
"하늘의 용사 이글맨"은 서울 영화 제작소에서 제작한 1991년작 대한민국의 액션 영화이다.

## 줄거리
잡지사 기자인 미나는 편집장의 심부름으로 사진 작가인 민철을 만나 특종사진을 부탁한다. 민철과 미나는 마네킹 일당의 현장에 숨어들어 현장을 찍으려는 한편 마네킹 일당은 조직을 배신한 창배를 찾기위해 혈안이 되고 자신들을 방해한 이글맨에게 복수를 맹세한다. 지하철 역에서 코브라가 부는 금피리의 독침에 창배는 쓰러지고, 미나는 특종을 얻기위해 특수민원 형사인 오형사를 찾아가 정보를 부탁하고 민철의 도움을 청한다. 세사람은 사건에 깊숙이 개입한다. 코브라는 킬러장에게 미나를 이용하여 이글맨과 자신의 라이벌인 킬러장과 싸우게하여 둘다 처치하려는 음모를 꾸민다. 결국 스키장에서 마네킹일당과의 치열한 싸움이 벌어지고 사이보그 인간인 보스 닥터창을 물리치고 정의를 구한다. 하늘의 용사 이글맨. 오늘도 정의를 위해 싸우고 있다. 아이들의 꿈과 희망을 위하여‥‥‥

## 출연진
- 이봉원
- 배영옥
- 최영준
- 정명현
- 이문수
- 황성영
- 길은주
- 임채윤
- 고재현
- 김민수
- 한경선
- 최중화
- 이동근
- 이현길
- 길전환
- 허기호(우정출연)

## 제작
- 제작 : 남광일
- 기획 : 이경우, 박광모
- 촬영 : 김진철
- 조명 : 안대섭
- 음악 : 김종호
- 편집 : 강명완
- 무술감독 : 임채윤
- 특수효과 : 정도안
- 분장 : 안찬국
- 소품 : 윤명옥
- 스틸 : 윤호영
- 조감독 : 이승찬, 이종오
- 제작부장 : 이해성
- 현상 : 세방현상소
- 텔레시네 : 한국미디어
- 협찬 : 아세아레코드, 아이템풀, 아이스 스키장, 도서출판 문공사
- 감독/각본 : 조종우